# Desmopterella explicata
Desmopterella explicata is een rechtvleugelig insect uit de familie Pyrgomorphidae. De wetenschappelijke naam van deze soort is voor het eerst geldig gepubliceerd in 1888 door Karsch.